# Епархия Ганьчжоу
Епа́рхия Ганьчжо́у (лат. Dioecesis Canceuvensis) –  епархия Римско-Католической церкви c центром в городе Ганьчжоу,  Китай. Епархия Ганьчжоу входит в митрополию Наньчана.

## История
25 августа 1920 года Святой Престол учредил апостольский викариат Ганьчжоу, выделив его из апостольского викариата Южного Цзянси (сегодня – Епархия Цзианя). 
11 апреля 1946 года Римский папа Пий XII издал буллу Quotidie Nos, которой преобразовал апостольский викариат Ганьчжоу в епархию.
Епископ Чэнь Дуцин, назначенный китайским правительством и не признанный Святым Престолом, умер в 1990 году. Он был одним из первых епископов, рукоположённых в 1957 году без согласия Римского папы. 

## Ординарии епархии
- епископ Paul-Marie Dumond  (21.07.1920 – 3.07.1931);
- епископ John A. O'Shea  (3.07.1931 – 10.10.1969); 
  - Sede vacante (с 10.10.1969 года по настоящее время).

## Источник
- Annuario Pontificio, Libreria Editrice Vaticana, Città del Vaticano, 2003
- Бреве Delegatus Apostolicus, AAS 23 (1931), стр. 158  (лат.)
- Булла Quotidie Nos, AAS 38 (1946), стр. 301  (лат.)